# Tricotomia (matemática)
Em matemática, a lei da tricotomia afirma que todo número real é positivo, negativo ou zero. A tricotomia é a propriedade de uma relação de ordem que, para quaisquer {\displaystyle x} e {\displaystyle y}, exatamente um dos seguintes ocorre: {\displaystyle x<y}, {\displaystyle x=y}, ou {\displaystyle x>y}. Este axioma da tricotomia é válido para comparações ordinárias de números reais e, por conseguinte, seus subconjuntos, tais como os inteiros e racionais.
Mais geralmente, uma relação binária {\displaystyle \mathrm {R} } em um conjunto {\displaystyle X} é tricotômica se para todos os {\displaystyle x} e {\displaystyle y} em {\displaystyle X}, exatamente um de {\displaystyle x\mathrm {R} y}, {\displaystyle y\mathrm {R} x} e {\displaystyle x=y} for válido. Escrevendo {\displaystyle \mathrm {R} } como {\displaystyle <}, isso é declarado na lógica formal como:
{\displaystyle \forall x\in X\,\forall y\in X\,([x<y\,\land \,\lnot (y<x)\,\land \,\lnot (x=y)]\,\lor \,[\lnot (x<y)\,\land \,y<x\,\land \,\lnot (x=y)]\,\lor \,[\lnot (x<y)\,\land \,\lnot (y<x)\,\land \,x=y])\,.}

## Propriedades
- Uma relação é tricotômica se, e somente se, for assimétrica e semiconexa.
- Se uma relação tricotômica também é transitiva, então é uma ordem total estrita; este é um caso especial de uma ordem estritamente fraca.[3][4]

## Exemplos
- No conjunto {\displaystyle X=\{a,b,c\}}, a relação {\displaystyle \mathrm {R} =\{(a,b),(a,c),(b,c)\}} é transitiva e tricotômica e, portanto, uma ordem total estrita.
- No mesmo conjunto, a relação cíclica {\displaystyle \mathrm {R} =\{(a,b),(b,c),(c,a)\}} é tricotômica, mas não transitiva; é até antitransitiva.

## Tricotomia em números
Uma lei da tricotomia em algum conjunto {\displaystyle X} de números geralmente expressa que alguma relação de ordenação dada tacitamente em {\displaystyle X} é tricotômica. Um exemplo é a lei "Para números reais arbitrários {\displaystyle x} e {\displaystyle y}, aplica-se exatamente um de {\displaystyle x<y}, {\displaystyle x>y} ou {\displaystyle x=y}"; alguns autores até fixam {\displaystyle y} como zero, baseando-se na estrutura de grupo linearmente ordenada aditiva do número real. Este último é um grupo equipado com uma ordem tricotômica.
Na lógica clássica, este axioma da tricotomia vale para comparação ordinária entre números reais e, portanto, também para comparações entre inteiros e entre números racionais. A lei não se aplica em geral na lógica intuicionista.
Na teoria dos conjuntos de Zermelo-Fraenkel e na teoria dos conjuntos de Bernays, a lei da tricotomia é válida entre os números cardinais de conjuntos bem ordenáveis, mesmo sem o axioma da escolha. Se o axioma da escolha for válido, então a tricotomia é válida entre os números cardinais arbitrários (porque eles são todos bem ordenados nesse caso).